# Oliver Alke
Oliver Alke (* 2. November 1970 in Hamburg) ist ein deutscher Tischtennisspieler.

## Karriere
Der Linkshänder Oliver Alke begann seine Karriere als Kind bei der Bramfelder TTV, wo sein Vater Günther in der ersten Herren-Mannschaft spielte. Bereits als Jugendlicher wechselte er zu Germania Schnelsen. Als 16-jährigem gelang ihm mit den Schnelsenern 1987 der Aufstieg in die Tischtennis-Bundesliga. Anfang 1988 wurde er – noch als Jugendspieler – das erste Mal Hamburger Einzelmeister der Herren durch einen Sieg gegen seinen Mannschaftskameraden Jens Stolte. Im selben Jahr vertrat er Deutschland bei den Tischtennis-Europameisterschaften der Jugend und konnte mit Peter Franz die Silbermedaille im Jungen-Doppel erringen. 1988 wechselte er zum deutschen Spitzenklub TTC Zugbrücke Grenzau, nachdem er zuvor Deutscher Einzelmeister der Junioren (bis 21 Jahre) geworden war. Im Folgejahr konnte er diesen Titel verteidigen. 
Im März 1989 wurde Alke erstmals in die Nationalmannschaft eingeladen und kam bei der 1:6-Niederlage im Europaligaspiel gegen Polen zum Einsatz. Im Bundesranglistenturnier der Herren errang er 1993 und 1994 Platz 4. 1993 gewann er die Bulgarian Open und errang mit der Deutschen Nationalmannschaft im selben Jahr die Bronzemedaille bei den Tischtennis-Weltmeisterschaften in Göteborg. 1994 wurde er Deutscher Vizemeister im Herren-Doppel und konnte mit den Grenzauern die Deutsche Mannschaftsmeisterschaft erringen. Später spielte Alke für die Spvg Steinhagen (1989/90), den TTC Jülich (1990/91), erneut für TTC Zugbrücke Grenzau (ab 1991), danach Team Galaxis Lübeck (1995–1997) und Eintracht Fallingbostel (1997–2000), ehe er im Jahre 2000 zum Hamburger SV wechselte. Nach langer Pause ließ er 2003 noch einmal überregional aufhorchen, als er den Deutschen Vizemeistertitel im Gemischten Doppel errang. Seit 2007 spielte Alke für die Tischtennisfreunde Bergedorf, Vier- und Marschlande in der Oberliga Nord. 2008 wurde er zum wiederholten Male Norddeutscher Meister im Einzel und im Doppel. Von 2014 an schlug Alke für den TSV Sasel auf. 2024 kehrte er zu Germania Schnelsen zurück und ist dort Spitzenspieler der ersten Herren-Mannschaft in der Oberliga Nord-Ost.

## Beruf
Alke, der gelernter Erzieher ist, war von Dezember 2007 bis Dezember 2018 Verbandstrainer des Hamburger Tisch-Tennis-Verbandes.

## Erfolge auf überregionaler Ebene
- Deutscher Vizemeister im Herren-Doppel: 1994 (mit Kay-Andrew Greil)
- Deutscher Vizemeister im Gemischten Doppel: 2003 (mit Kristin Silbereisen)
- Norddeutscher Meister im Herren-Einzel: 1988, 2001, 2004, 2008
- Norddeutscher Meister im Herren-Doppel: 1988 (mit Jens Stolte), 2001, 2002, 2004, 2008 (jeweils mit Kay-Andrew Greil)
- Norddeutscher Meister im Gemischten Doppel: 2001 (mit Bettina Goltermann), 2004 (mit Jaqueline Scholz)
- Südwestdeutscher Meister im Herren-Einzel: 1992
- Südwestdeutscher Meister im Herren-Doppel: 1992 (mit Kay-Andrew Greil)
- Westdeutscher Meister im Herren-Doppel: 1991 (mit Andreas Fejer-Konnerth)
- Westdeutscher Meister im Gemischten Doppel: 1990 (mit Cornelia Faltermaier)
- Jugend und Junioren
  - Bundesranglistenturnier Schüler: 1985 Platz 2
  - Deutscher Vizemeister im Jugend-Doppel: 1987, 1988 (jeweils mit Ralf Neumaier)
  - Deutsche Meister im Jugend-Mixed: 1988 (mit Cornelia Faltermaier)
  - Deutscher Einzelmeister im Junioren-Einzel: 1989, 1990
  - Deutscher Vizemeister im Junioren-Einzel: 1991
  - Deutsche Meister im Junioren-Doppel: 1991 (mit Jochen Lang)
  - Deutsche Meister im Junioren-Mixed: 1990 (mit Cornelia Faltermaier)
  - Bundesranglistenturnier Junioren: 1990 Platz 1

## Turnierergebnisse
| Verband | Veranstaltung                         | Jahr | Ort      | Land | Einzel | Doppel    | Mixed        | Team |
| ------- | ------------------------------------- | ---- | -------- | ---- | ------ | --------- | ------------ | ---- |
| FRG     | Jugend-Europameisterschaft (Junioren) | 1988 | Novi Sad | YUG  |        | Silber    |              |      |
| GER     | Weltmeisterschaft                     | 1993 | Göteborg | SWE  | Qual   | letzte 32 | keine Teiln. | 3    |